# Denpasar
Denpasar (Balinese: ᬤᬾᬦ᭄ᬧᬲᬃ; Dénpasar), in de koloniale tijd geschreven als Den Pasar, is sinds 1958 de hoofdstad van het eiland en de provincie Bali, Indonesië. De stad ligt aan de zuidkust van het eiland en is verdeeld in drie kecamatan (onderdistricten): West-Denpasar, Oost-Denpasar en Zuid-Denpasar. Het werd losgemaakt uit het regentschap Badung.
De "mascotte" van de stad is de bunga jempiring, een Gardenia-soort.
Denpasar heeft verschillende attracties. De witte zandstranden liggen op behoorlijke afstand van het centrum van de stad. Daar staan met de meeste hotels. De bekendste surfstranden zijn Kuta Beach, Legian Beach en Canggu Beach.

## Geschiedenis
Tijdens de verovering van Bali door het Nederlandse koloniale leger werd hier op 20 september 1906 aan de westzijde van de stad de zwaarste strijd geleverd. Rond het paleis (puri) van de vorst van Badung vond de puputan (rituele zelfmoordaanval) van de koninklijke familie met hun bedienden plaats. Zij wilden zich niet onderwerpen aan het Nederlandse gezag, maar hadden geen middelen van effectief verzet. Met krissen gewapend en in het wit gekleed liep men op de bajonetten van het leger in en niemand overleefde dit. In het Banjra Sandhi Monument wordt dit gememoreerd door onder andere een tentoonstelling van foto's en een diorama.
In 1928 werd het eerste echte hotel op Bali door de KPM onder de naam Bali Hotel in Denpasar geopend.
In december 1946 werd in de stad de Denpasar-conferentie gehouden over de oprichting van de republiek Oost-Indonesië als onderdeel van de Verenigde Staten van Indonesië. Twistpunt was hier de toekomstige status van Nieuw-Guinea.

## Verkeer en vervoer
In de buurt van de stad ligt de internationale luchthaven Ngurah Rai. De stad heeft een oppervlakte van 127,78 km² en het aantal inwoners is 491.500 (2002). Denpasar is het startpunt van de Aziatische weg 2, een AH-weg van meer dan 13.000 kilometer lang die zijn eindpunt heeft in Iran.
Er is een busstation in Denpasar, van hier vertrekken veel minibussen naar andere plaatsen op het eiland.

## Geboren in Denpasar
- Jaya Suprana (1949), componist, pianist, zakenman en televisiepresentator
- Lonny Gerungan (1956), Nederlands-Indonesische tv-kok en auteur

## Galerij

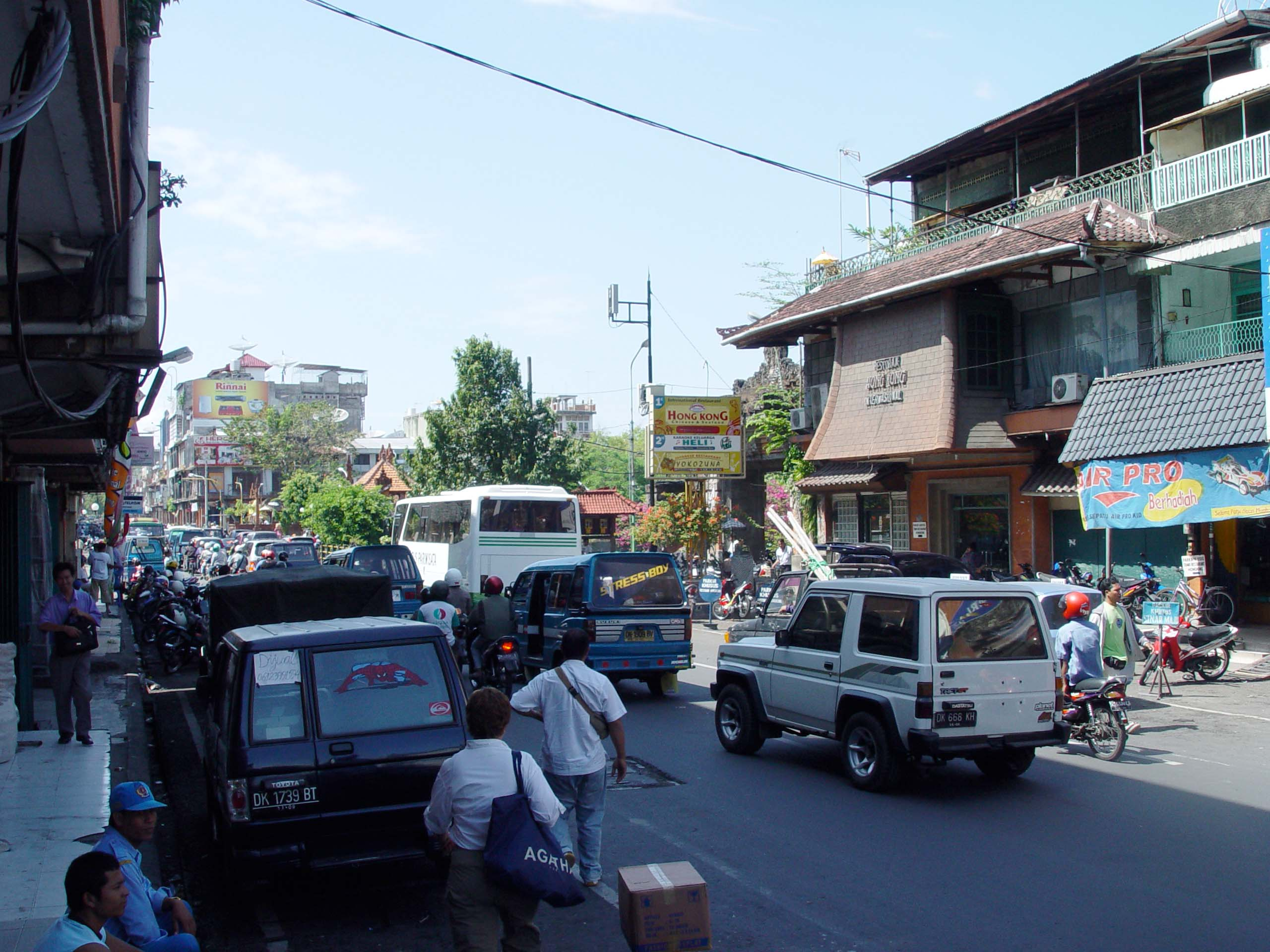
Gajah Mada Straat in Denpasar
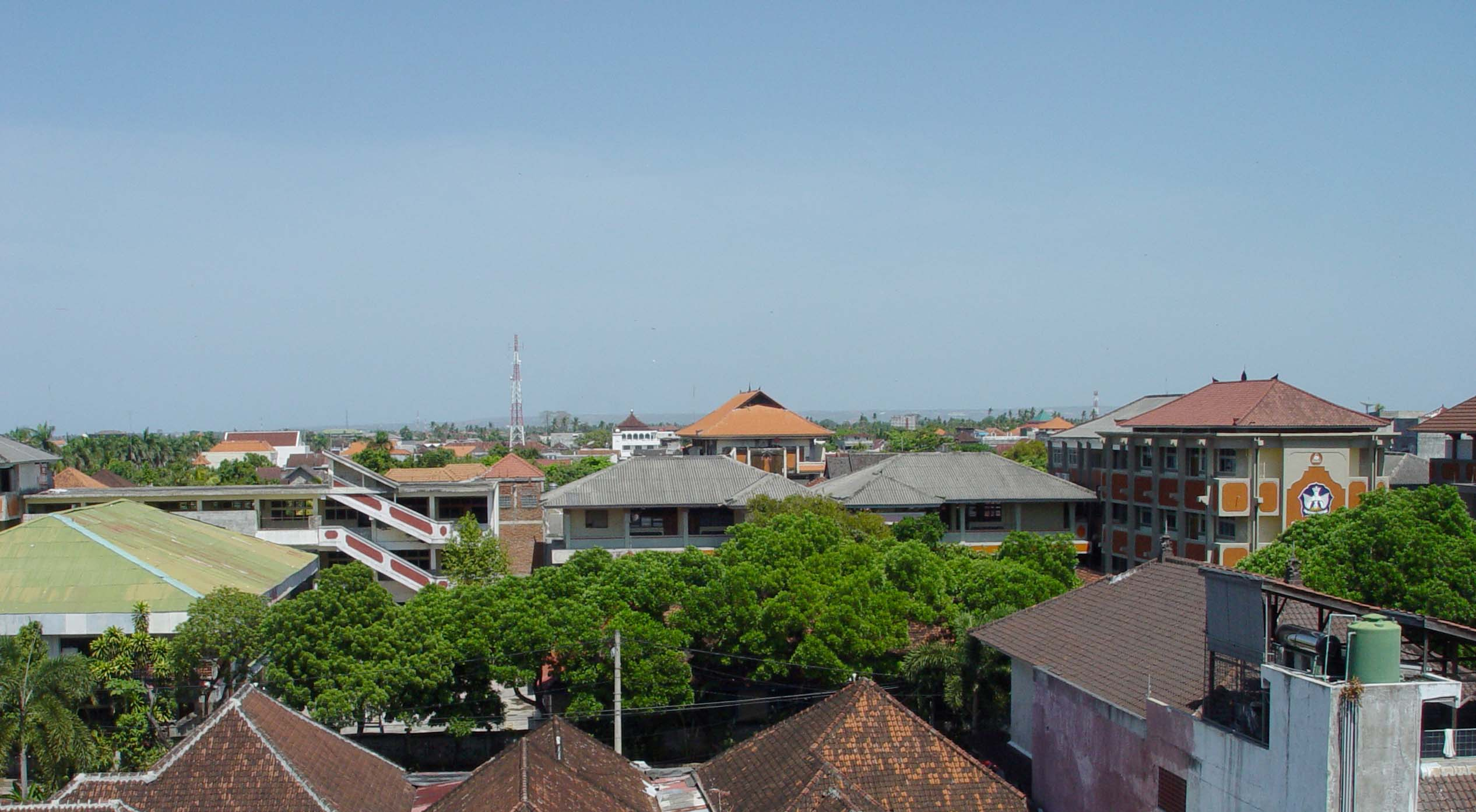
Denpasar